# N,N-dietil-p-fenilendiammina
La N,N-dietil-p-fenilendiammina (DPD) è un composto chimico, generalmente confezionato sotto forma di pastiglie, che viene utilizzato per misurare la quantità di cloro libero (ancora attivo) presente in un campione di acqua prelevato.